# Dragé

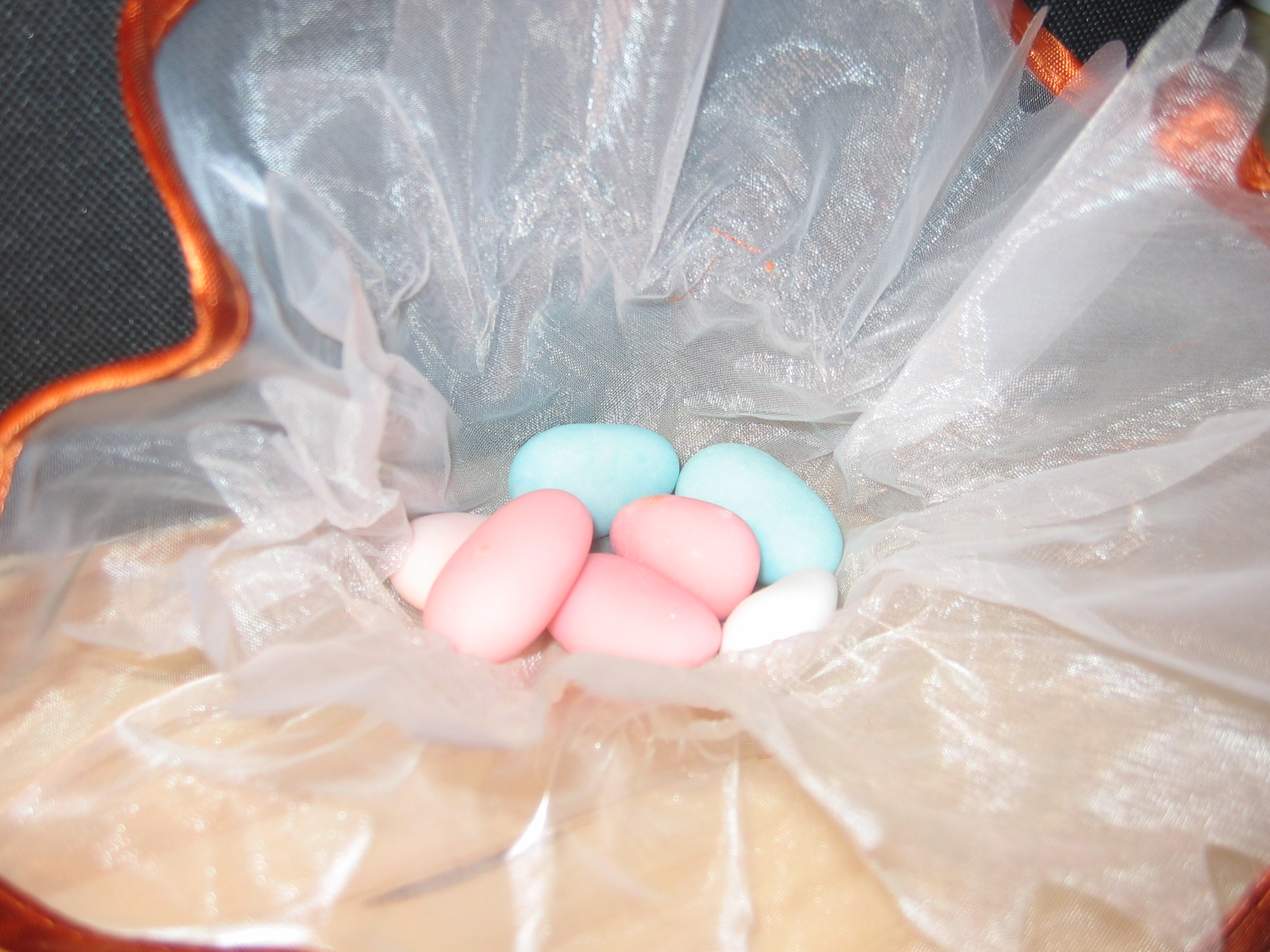
Godisdragéer

Dragé är en sötsak med ett hölje, vanligen av socker eller choklad; även själva höljet kallas dragé, och godisbiten sägs vara dragerad. Tabletter, nötter, mandlar, choklad, karameller eller andra fasta ämnen (inlägg) får ett hölje av sockerlag eller smält choklad. Dragéägg är vanligt som påskgodis.
När rörsockret kom till Europa började bland annat Nederländerna att skapa nya godissorter, exempelvis mandlar och valnötter överdragna med ett sockerlager. De franska sockeröverdragna mandlarna kallas grosse dragées (stora dragéer). En variant har blankt överdrag, perlé, och en har en mattare, lissé. Dragering användes även till läkemedel, huvudsakligen tabletter, som kapslades in i ett sockerlager för att bli mer aptitliga.